# 何塞普·馬丁內斯
何塞普·馬丁內斯·列拉（西班牙語：Josep Martínez Riera；1998年5月27日—），西班牙足球運動員，現效力於意甲球會国际米兰，司職守門員。

## 俱樂部生涯
馬丁內斯出生於西班牙巴倫西亞，2015年7月從阿爾西拉加盟巴塞隆納拉瑪西亞青訓營。 2017年，馬丁內斯自由轉會加盟拉斯帕爾馬斯B隊，上賽季中期升入一線隊並在4月28日對陣盧戈的比賽中完成首秀，此後馬丁內斯取代勞爾·費爾南德斯成為拉斯帕爾馬斯主力門將。
德甲球會RB萊比錫官方宣佈，西乙球會拉斯帕爾馬斯門將何塞普·馬丁內斯在2020年夏天加盟球隊，雙方將簽署一份為期四年的合同。

## 國家隊生涯
2019年10月，馬丁內斯首次獲得西班牙U21國家隊的徵召。

## 外部連結
- Josep Martínez在BDFutbol中的档案
- Soccerway資料庫：Josep Martínez